# Takeshi Kanamori
Takeshi Kanamori (jap. 金森 健志 Kanamori Takeshi; ur. 4 kwietnia 1994) – japoński piłkarz występujący na pozycji napastnika. Obecnie występuje w Kashima Antlers.

## Kariera klubowa
Od 2013 roku występował w klubach Avispa Fukuoka i Kashima Antlers.